# 縫合糸

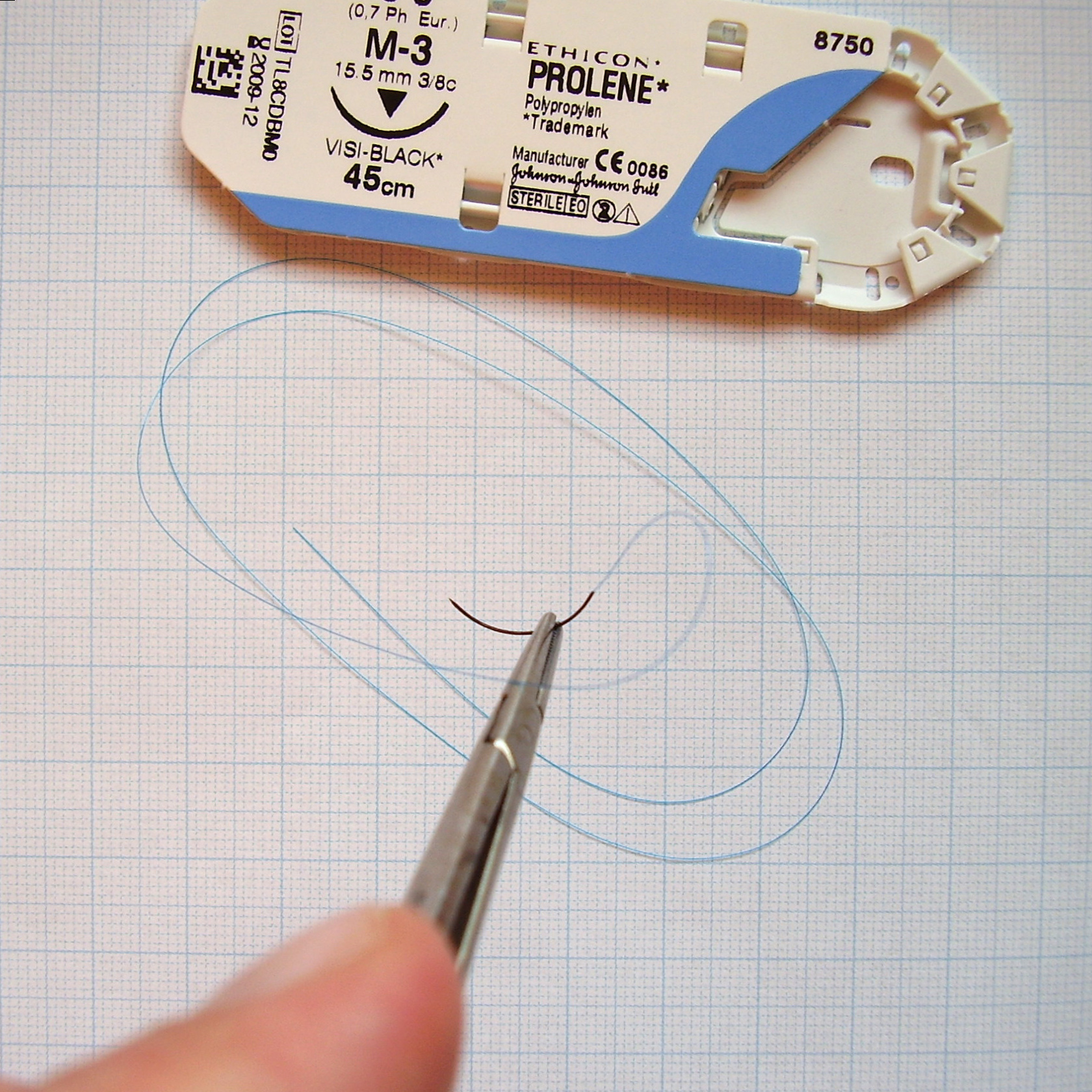
持針器に把持された針付き縫合糸（写真はエチコン 6-0プロリン）。

縫合糸（ほうごうし、英: Surgical suture）とは創傷、もしくは手術部位の組織をつなぎ合わせるための医療機器である。適用には一般的に針を用いる。様々な形状、サイズ、材質のものが存在し、1000年以上の歴史を持つ。

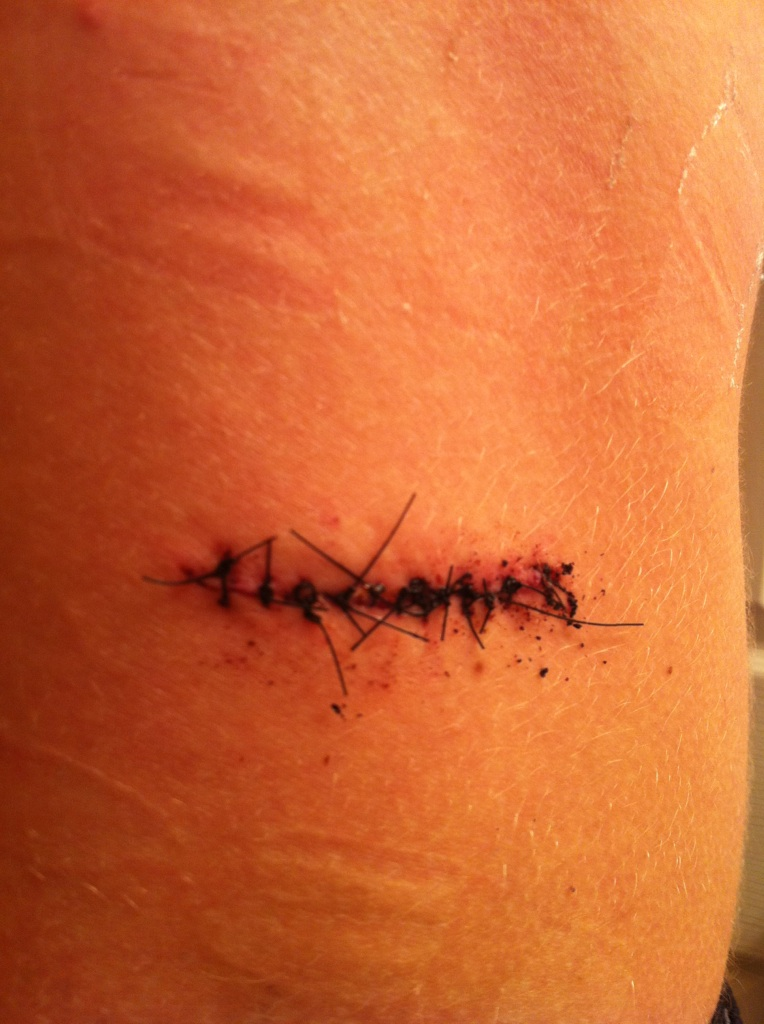
人の背中の下にある12本の縫合糸。

## 歴史
何千年もの間、様々な材料が用いられ、議論されてきたが、基本的に変化は見られなかった。針としては骨、または銀、銅、アルミニウム、または青銅のような金属が用いられ、糸としては亜麻、麻、木綿のような植物性の素材や、毛髪、腱、動脈、筋肉、神経、絹、カットグットのような動物性の素材が用いられてきた。アフリカでは棘が用いられ、インドではグンタイアリの一種が用いられた。
最も古い縫合の記録は紀元前30世紀のエジプトに遡り、最も古い現存する縫合糸は紀元前11世紀のミイラに見られる。創傷の縫合と縫合糸の材料についての詳細な記述が紀元前5世紀のインドのスシュルタによって残されている。ギリシャの"医学の父 "ヒポクラテスや古代ローマのケルススによっても縫合の手技について記述されている。2世紀のローマの医師ガレノスは腸を用いた縫合について書いている
。
10世紀にはヴァイオリンなどの弦やテニスのガットと同じく羊の小腸を用いたカットグット縫合糸の製法が確立された。
その後、ジョゼフ・リスターによりすべての外科手術と同様、縫合糸にも大きな変化がもたらされた。彼は1860年代に"carbolic catgut"、その20年後にクロミック・カットグットで縫合糸の滅菌を試みたのち、1906年、ヨウ素処理にて縫合糸の滅菌を達成した。
その次の大きな変化は20世紀に起きた。1930年代初頭に初めての合成縫合糸が誕生すると、様々な合成縫合糸が爆発的に生産された。初めての吸収性合成縫合糸は1931年に生産されたポリビニルアルコール製のものである。ポリエステルが1950年代に開発され、その後カットグットやポリエステルへの放射線滅菌法が確立された。1960年代にポリグリコール酸が見出され、1970年代に実用化された。
今日、大半の縫合糸は合成高分子でできており、古来から使われている材料は絹と、わずかにカットグットが残るのみである。絹糸は主としてドレーンを確保するために用いられている。日本とヨーロッパではBSE懸念からカットグットの使用は禁止されている。

## 針
針穴付き、もしくは再利用可能な縫合針とは針穴を有しており、縫合糸と別に販売されるものである。この場合、縫合糸は現場にて装着されなければならない。この方式のメリットは、適用に応じていかなる針と糸の組み合わせも用いることができることである。カシメ、もしくは無傷針とは、あらかじめ縫合糸と接続された針穴無しの縫合針が包装されたものである。この場合、縫合糸はあらかじめ製造業者によって、無傷針にカシメられている。この方式の最たるメリットは、現場で糸を針に装着する必要がないことである。細い針と糸の場合、この作業は非常に難しいものになる。また、糸の装着部が針よりも細くなっているため、針穴付きの場合に避けられない糸による抵抗を避けることができる。このため、針穴付き針はもろい組織に損傷を起こす可能性がカシメ針より高く、このことが「無傷」と呼ばれる由縁である。
縫合針には様々な種類が存在する。例として
- 直針
- 弱弱彎 (1/4 circle)
- 弱彎 (3/8 circle)
- 強彎 (1/2 circle)
- 強強彎 (5/8 circle)
- 釣り針型 (compound)
- 先曲針 (half curved)

がある。先曲針は腹腔鏡手術において、体内に導入するのに必要な直線性を持ちながら曲針を用いるために作られている。
針は先端の形状によっても分類される。例として
- 丸針　（先端に向けて滑らかに角度が付いているもの）
- 角針　（彎曲の内側が尖った三角形）
- 逆三角針　（彎曲の外側が尖った三角形）
- テーパーカット　（針全体は丸針だが、先端が角針形状のもの）
- 鈍針　（もろい組織用）
- ヘラ型　（角針、または逆三角針の頂点をおとしたもの。眼科用）

がある。

## 糸
縫合糸を選択する要因として、吸収性の有無、サイズ、編糸か単糸（モノフィラメント糸）か、コートの有無、染色の有無などが挙げられる。

### 吸収性
縫合糸は様々な素材から作られ、生体が分解・吸収するかどうかに応じて分解性と非分解性に分けられる。原始的な縫合糸はカットグットや絹糸といった生物由来の材料で作られていた。近年の縫合糸のほとんどは合成材料でできている。
分解性材料は古典的なカットグットをはじめ、ポリグリコール酸、ポリ乳酸、ポリジオキサノン、およびカプロラクトンを含む。これらの材料は加水分解や酵素分解といった様々なプロセスで分解される。材料により分解に要する期間は10日から8週間まで様々である。これらの縫合糸は抜糸に戻れない患者や、体内の患部に用いられる。いずれの場合も、治癒に十分な期間、組織を保持するとともに、異物を残さないため、または追加的な処置を不要とするために分解する必要がある。時折、吸収性の縫合糸は吸収される代わりに炎症を引き起こすことがある。
非吸収性材料としては絹、ポリプロピレン、ポリエステル、またはナイロンなどが用いられる。ステンレス線も整形領域や、開胸術時に胸骨を縫合するために用いられる。非吸収性縫合糸は数週間後に抜糸できる皮膚の縫合や、吸収性縫合糸では不十分な負荷のかかる体内で用いられる。例としては心臓（圧や運動のため）や膀胱（不利な化学的条件のため）が挙げられる。非吸収性材料は免疫応答に乏しいため瘢痕化が軽度であることも多く、美観が要求される術野に用いられる。これらの縫合糸は摘出されない限り、体内に残留する。

### サイズ
糸のサイズは米国薬局方(USP)で定められている。縫合糸は旧来、#1を最小として、#1から#6の番手で売られていた。#4の縫合糸がおよそテニスのガットの太さである。当初の、楽器の弦作成の技術から発展した製造法ではこれ以上細い径を作ることができなかったためである。製法が改良されるに伴い、次第に細い径が製造されるようになり、#0から#000000 (#6-0、#6/0) までの番手が追加された。
現在では縫合糸のサイズは整形用の太い編糸である#5から、眼科用の細い単糸である#11-0までが存在する。特定のUSPサイズに対応する実際の線径は、縫合糸の種類により異なる。

### コート
組織との滑りを良くするため、様々なコートが施されることがある。また、コートは編糸中の空間を充填する効果もあり、縫合糸中を体液がつたう作用を抑えることができる。また抗生物質のキャリアとして用いられることもある。初期のコートは蜜蝋などの蝋が用いられていた。非吸収性の縫合糸にはシリコーンやPTFE、吸収性の縫合糸にはカプロラクトンやグリコール酸といった吸収性のモノマーから作られたコートが用いられる。また、手術部位感染を低減するため、抗菌作用を有するトリクロサンを添加した縫合糸がある。

## 手技
- 適用
  - 縫合を行うには、まず持針器に糸付き針を把持する。針の尖端を組織に刺入した後、針の彎曲に沿って先端が表面に現れるまで差し込み、表れた先端を引き抜く。その後、続いて表れた縫合糸を、通常男結びまたは外科結びで結ぶ。理想的には、縫合糸は創縁を波打ちや皮膚の圧迫なしに接合するべきである[4]。強い圧迫は血行を阻害し、感染や瘢痕が起こりやすくなる[5][6]。理想的には縫合された皮膚はわずかに外に反転し（エバート縫合）、縫い目の深さと幅は同等であるべきである[5]。適用は術野により異なるが、縫い目の間隔は一定で、縫い目から傷口の距離と同じであるべきである（Jenkin 則）[6][7]（詳細は結紮を参照）。
  - 縫い方には様々な方法がある。最も一般的なのは単純結節縫合である[8]。これは最も単純な方法であり、1目毎に縫合糸を結ぶため結節縫合と呼ばれる。垂直、ないしは水平マットレス縫合は同様に結節縫合であるが、さらに複雑な手技であり、皮膚を反転させ張力を分散させるために用いられる。連続縫合は素早く縫うことができるが、1か所の切断で縫合全体が開放する危険がある。連続かがり縫合はいくらかこの危険を低下させる。

- 層
  - 中縫いは、深部組織を縫合したのちに表層の組織を縫合する手技である。例えば帝王切開の場合には、子宮の創面に対し中縫いが行われる場合がある。

- 抜糸
  - 場合によっては抜糸しないことや数週間抜糸しないこともあるが、原則的には縫合糸は創面が癒着するまでの短期間のみ用いられる。

- 応用
  - 縫合糸が組織を損傷するおそれがある場合、プレジェット(pledget)と呼ばれる非吸収性 (通常ポリテトラフルオロエチレン製)のパッドを補強に用いる。

## 糸を使わない縫合
縫合糸ではないが併記する。
- 医療用ステープラー

医療用のステープラー、スキンステープラー。日本では医療用ホッチキスとも呼ばれる。
機器により金属の針で皮膚を繋ぐため、早い縫合が望める。治癒後は抜鉤する。
- 皮膚縫合接着剤

いわゆる商品名『アロンアルファ』が有名である。文房具店などで一般に販売されているものとの違いは、有害な重金属をできるだけ除いている。
傷口の接着以外にも爪の割れなどにも使われる。